# あいらぶカフェ
あいらぶカフェは、岡山放送で放送されている生活情報番組。前身番組は同じく土曜日に放送されていた生活情報番組「あいらぶ土曜日」。

## 概要
- 放送時間は、土曜10:00～10:45。ごくまれに岡山市内・高松市内で行われるOHK主催イベントまたは岡山県・岡山市主催イベントがある場合に30分拡大され11:15まで放送されることもある。
- 2006年3月までは月曜～金曜の昼にも放送されていた。その後は姉妹番組として『OH!カフェスタイル』等放送されたが不振が続いた。
- 番組内では各種企業からの新製品・新物件案内やイベント告知のコーナーがある。平日版も『OH!カフェスタイル』までは番組内で行われていたが、『温★時間』では実施されず、直後に放送される『ミニカフェ』に独立されている。
- 土曜日の放送も2009年3月28日の放送をもって終了（ただし今後もイベントがある場合に限り放送されることもある）。4月以降、同時間帯はフジ系遅れ放送のネットや再放送・テレショップで埋められる。ただし、番組自体は規模が縮小した上で『ミニカフェ』の放送されている枠に移動、2分拡大した平日14:53～15:00枠で存続される（『温★時間』が休止の場合は14:05～14:13に繰り上がる）。

## 出演者

### 司会
- 水津浩志
- 山本洋子

### リポーター
- 赤澤佳美
- 渡邉祐子
- 村上亜希子
- 沼本里佳
- 大山めぐみ
- 畠中要輔
- 村上容子
- 岸野里実
- 村岡蘭子
- 和木春奈

| 岡山放送 土曜日午前10時の情報番組 | 岡山放送 土曜日午前10時の情報番組 | 岡山放送 土曜日午前10時の情報番組                                 |
| 前番組                            | 番組名                            | 次番組                                                            |
| --------------------------------- | --------------------------------- | ----------------------------------------------------------------- |
| あいらぶ土曜日                    | あいらぶカフェ                    | 一時廃枠※再開後は『ミルンへカモン! なんしょん?』 （2014.12.6 - ） |

| スタブアイコン | サブスタブ | この項目は、まだ閲覧者の調べものの参照としては役立たない、テレビ番組に関連した書きかけの項目です。この項目を加筆・訂正などしてくださる協力者を求めています（P:テレビ/PJ:放送または配信の番組）。 |